# Marchi di Procter & Gamble
Procter & Gamble (P&G) è una società statunitense di beni di consumo con molti marchi commercializzati a livello globale.

## Marchi con un fatturato netto di più di US $ 1 miliardo all'anno
A partire dal 2015, la società ha dichiarato che possedeva i seguenti marchi con un fatturato annuo netto di più di $ 1 miliardo:
- Always - prodotti per l'igiene femminile
- Ariel - detersivo per il bucato
- Bounty - asciugamani di carta, venduti negli Stati Uniti e in Canada
- Charmin - carta igienica e salviettine umide
- Crest - dentifricio
- Dawn - lavastoviglie
- Downy - ammorbidente
- Febreze - eliminatore di odori
- Gain - detersivi per bucato, ammorbidente tessuto liquido, fogli asciugatrice e lavastoviglie liquido
- Gillette - rasoi, sapone da barba, crema da barba, lavare il corpo, shampoo, deodorante e anti-traspirante
- Head & Shoulders - shampoo
- Olay - prodotti personali e di bellezza
- Oral-B - prodotti interdentali, come Oral-B Glide
- Pampers & Pampers Kandoo - pannolini usa e getta e salviettine umide.
- Pantene - prodotti per capelli
- SK-II - prodotti di bellezza
- Tide - detergenti e prodotti per il bucato
- Vicks - prodotti per tosse e raffreddore

## Marchi per tipologia

### Cosmetici
- Art of Shaving - prodotti per la rasatura degli uomini
- Christina Aguilera - profumo
- Blue Stratos - acqua di colonia
- Dolce & Gabbana - acqua di colonia e profumo
- Dunhill - acqua di colonia
- Escada - profumo
- Gucci - cosmetics
- Hugo Boss - profumo
- Lacoste - acqua di colonia
- Max Factor - cosmetici (acquistato da Revlon nel 1991)
- SK-II - prodotti di bellezza
- Covergirl - cosmetici acquistati da Noxzema Chemical Company nel 1989

### Cura dei capelli

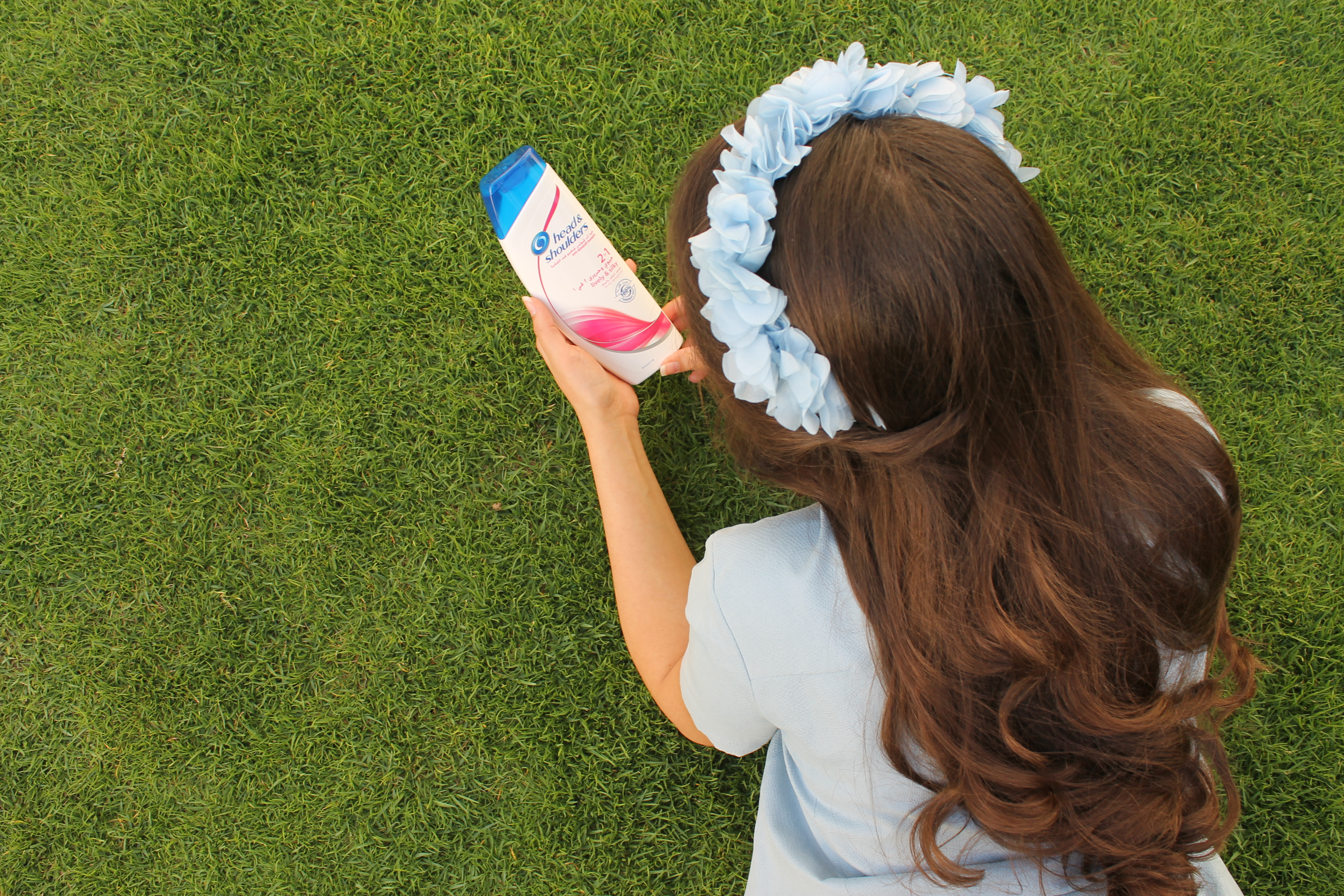
Head & Shoulders shampoo

- Ascend - prodotti per la cura dei capelli
- Aussie - cura dei capelli (shampoo / condizionatori / AIDS styling)
- Balsam -  colorazione dei capelli (Clairol)
- Clairol - divisione prodotti personali di Procter che rende la colorazione dei capelli, spray per capelli, shampoo, balsamo e prodotti per lo styling
- Frederic Fekkai - prodotti per la cura dei capelli
- Herbal Essences - prodotti per la cura dei capelli (Clairol)
- Head & Shoulders - shampoo
- Nice 'n Easy - colorazione dei capelli (Clairol)
- Natural Instincts - colorazione dei capelli (Clairol)
- Nicky Clarke - prodotti per la cura dei capelli
- Pantene - prodotti per la cura dei capelli (comprato da Hoffmann-La Roche nel 1985)
- Perfect Lights - colorazione dei capelli (Clairol)
- Rejoice - prodotti per la cura dei capelli
- Sebastian Professional - prodotti per la cura dei capelli
- Silvikrin - prodotti per la cura dei capelli
- Vidal Sassoon - prodotti tricologici (acquistati nel 1984 da Vidal Sassoon)
- Wash & Go - cura dei capelli

### Cura della pelle
- Doctor's Dermatologic Formula - cura della pelle
- Fresco - sapone
- High Endurance - deodoranti per Old Spice
- Ivory - saponetta
- Moncler - saponetta
- Olay - prodotti per la cura della pelle (acquisito nel 1985 come parte di Richardson-Vicks Inc.)
- Old Spice - dopobarba, la cura della pelle e la cura dei capelli prodotti (acquisita da Shulton, Inc. nel 1990)
- Perla - saponetta
- Secret - antitraspiranti e deodoranti
- Zirh - cura della pelle

### Detersivi per bucato
- Ariel -  detersivo per il bucato
- Bold - detersivo per il bucato
- Bonux - detersivo per il bucato
- Cheer - detersivo per il bucato
- Dash detersivo per il bucato
- Daz - detersivo per il bucato
- Downy - fabric softener
- Era - detersivo per il bucato
- Dreft - detersivo per il bucato
- Gain - detersivo per il bucato
- Ola - sapone da bucato
- PMC - sapone da bucato
- Swiffer - prodotti per la pulizia
- Tide - detersivo per il bucato

### Igiene femminile
- Alldays - prodotti per l'igiene femminile
- Always - prodotti per l'igiene femminile
- Naturella - prodotti per l'igiene femminile
- Tampax - assorbenti
- Whisper - prodotti per l'igiene femminile

### Lavastoviglie
- Dawn - detersivo per piatti
- Joy - detersivo per piatti